# Distrito de Kyankwanzi
El distrito de Kyankwanzi es uno de los ciento once distritos administrativos que dan origen a la actual organización territorial de la República de Uganda. Su ciudad capital es la ciudad de Kyankwanzi.

## Localización
Kyankwanzi está bordeado por el distrito de Masindi al norte, el distrito de Nakaseke al este, por el sureste limita con el distrito de Kiboga, también con el distrito de Mubende al sur, comparte fronteras al sudoeste con el distrito de Kibaale y al nordeste con el distrito de Hoima.

## Población
El distrito de Kyankwanzi cuenta con una población total de 147.400 habitantes según las cifras suministradas por el censo poblacional llevado a cabo durante el año 2002 en Uganda.